# Martin Filander
Martin Filander, född 20 augusti 1981, är en svensk hockeytränare som tidigare har spelat för bland annat AIK och Almtuna. Från säsongen 2008/2009 spelade Martin Filander i Örebro HK och från och med säsongen 2010/2011 var han assisterande/alternativ lagkapten i Örebro HK.
Säsongen 2014/15 blev han head coach för VIK Västerås HK som spelar i Hockeyallsvenskan. Mellan säsongen 2016/2017 och 2019/2020 var Filander assisterande tränare i Malmö Redhawks som spelar i Svenska Hockeyligan.
Från och med 2020/2021 är han head coach i IK Oskarshamn som spelar i Svenska Hockeyligan

## Klubbar
Spelare
- Botkyrka HC (2000/2001–2004/2005)
- AIK (2005/2006–2006/2007)
- Almtuna IS (2007/2008)
- Örebro HK  (2008/2009–2011/2012)
- Åkers IF  2012

Ledare
- Örebro HK (2012/2013–2013/2014)
- VIK Västerås HK (2014/2015–2015/2016)
- Malmö Redhawks (2016/2017–2019/2020)
- IK Oskarshamn (2020/2021–idag)